# Кочуково (Таруський район)
Кочуково (рос. Кочуково) — присілок в Таруському районі Калузької області Російської Федерації.
Населення становить 2 особи. Входить до складу муніципального утворення Село Роща.

## Історія
Від 2004 року входить до складу муніципального утворення Село Роща

## Населення
| 2002 | 2010 |
| ---- | ---- |
| 16   | ↘2   |